# Græsted-Gilleleje Kommune
Græsted-Gilleleje Kommune bildete bis zur Kommunalreform 2007 die nördlichste Kommune auf Seeland. Sie gehört heute zur Gribskov Kommune.
Während sich Gilleleje an der Küste zum Kattegat befindet, liegt Græsted weiter südlich im Landesinneren. Die Fläche betrug rund 134,2 km².

## Einwohnerentwicklung
Entwicklung der Einwohnerzahl (1. Januar):
- 1980 - 15.158
- 1985 - 16.190
- 1990 - 17.571
- 1995 - 19.034
- 1999 - 20.612
- 2000 - 20.520
- 2003 - 20.890
- 2005 - 20.936

## Tourismus
Der Fischerort Gilleleje ist heute einer der meistbesuchten Ferienorte im nördlichen Seeland und wird von einem großen Ferienhausgebiet umsäumt. Der Hafen ist einer der wichtigsten Fischereihäfen der Region.